# فولك هان
ماجومدخان أمانولايفيتش جامزاتخانوف (بالروسية: Магомедха́н Аманула́евич Гамзатха́нов؛ مواليد 15 أبريل 1961) هو مُقاتل فنون قتالية مختلطة روسي.

## وصلات خارجية
- فولك هان على موقع شيردوغ (الإنجليزية)